# Grzędy (Goniądz)
Grzędy ist ein Dorf der Stadt-und-Land-Gemeinde (gmina miejsko-wiejska) Goniądz im Powiat Moniecki in der Woiwodschaft Podlachien, Polen. Grzędy ist ein Weiler (polnisch Osada), bestehend nur aus wenigen Gebäuden.

## Geographische Lage
Grzędy liegt etwa acht Kilometer von Goniądz, 23 Kilometer von Mońki und 63 Kilometer von Białystok entfernt. 